# Липтовска Тјепла
Липтовска Тјепла (слч. Liptovská Teplá) насељено је мјесто са административним статусом сеоске општине (слч. obec) у округу Ружомберок, у Жилинском крају, Словачка Република.

## Становништво
| Година:    | 1994. | 2004.   | 2014.    | 2024.   |
| ---------- | ----- | ------- | -------- | ------- |
| Број људи: | 876   | 903     | 1007     | 1018    |
| Разлика:   |       | +3,08 % | +11,51 % | +1,09 % |

| Година:    | 2023. | 2024.   |
| ---------- | ----- | ------- |
| Број људи: | 1025  | 1018    |
| Разлика:   |       | -0,68 % |

Према подацима о броју становника из 2011. године насеље је имало 955 становника.